# 褚成博
褚成博，號百約，浙江省餘杭縣（在今浙江省杭州市境内）人，清朝官员、進士出身。
光緒六年（1880年），登進士，授翰林院編修。光緒十五年（1889年），任江西道監察御史。光緒二十年（1894年），任吏科給事中。次年，禮科掌印給事中。光緒二十九年（1903年），任惠潮嘉道。